# ストラットフォード・コンピューターセンター
ストラットフォード・コンピューターセンター株式会社（登記上の商号: ストラットフォードコンピューターセンター株式会社）は、かつて存在した日本のソフトウェア開発会社である。本社は埼玉県浦和市南浦和（現・さいたま市南区）にあった。

## 概要
1981年設立。1975年設立の家庭教師センター学習館を母体とする。1978年にセンターの教師と派遣先となる生徒を管理する目的で、電電公社のDEMOS-Eシステムを導入した。ところ全く動作せず、社長自らがシステム運用に取り組む中で、当時注目され始めていたパソコン向けに教育用ソフトを開発しようという着想が生まれた。こうして設立されたのがストラットフォード・コンピューターセンターで、当初は教育用ソフトを専門としていた。
しかし教育ソフトだけでは赤字が続き、1983年にホビー事業部を発足させ、「マジカルズゥ」（Magical Zoo）ブランドでゲームソフトに進出、アドベンチャーゲームの『黄金の墓』（作者は井上潤（山中潤））などを発売した。1984年10月期でようやく黒字決算となった。この年、ソフトウェアの売り上げの一部について税の延納を認める「汎用プログラム登録制度」の対象に教育用ソフトが加わった際には、ストラットフォードのソフトが29本選ばれている。
ゲーム事業から撤退した後も教育ソフトを手がけていたが、ストラットフォード側からカテナ（現・システナ）社長の小宮善継に出資を持ちかけ、1994年にカテナがストラットフォード株全株を買収、カテナのグループ企業となった。1998年5月1日には本店が東京都江東区潮見のカテナ本社（当時）内に移転。1999年11月26日付で解散、2000年3月3日付で清算終了し、19年の歴史に幕を下ろした。

## 代表作
- 黄金の墓（1983年8月発売）
- ムー大陸の謎（1984年発売）
- 続・黄金の墓（1984年8月発売）
- ピラミッドの謎（1984年発売）
- アウトロイド（1985年9月発売）
- ザ・スクリーマー（1985年10月発売）
- スカイギャルド（1986年6月発売）
- 摩訶迦羅（1986年11月発売）